# Баликесир
Баликесир (тур. Balıkesir) је град у Турској у вилајету Баликесир. Према процени из 2009. у граду је живело 252.740 становника.

## Становништво
Према процени, у граду је 2009. живело 252.740 становника.
| 1990.   | 2000.   |
| ------- | ------- |
| 170.589 | 215.436 |